# Josip Skoko
Josip Skoko (Mount Gambier, 10. prosinca 1975.), je australski umirovljeni nogometaš.

## Životopis
Nakon North Geelong Warriorsa, kluba u kojem ponajviše igraju hrvatski iseljenici u Australiji prešao je zajedno sa Steveom Horvatom u redove splitskog Hajduka godinu nakon nastupa bilih u četvrtfinalu Lige prvaka. Te sezone cilj je bio ponavljanje prošle, međutim, to se nije ni približno dogodilo. Svejedno, tijekom igranja u Hajduku postao je ljubimac igrača iskažavši se vrlo dobrim igrama koje su mu donijele nagradu Hajdučko srce 1998., poziv u reprezentaciju, te unosan, milijun eura težak, transfer u belgijski Genk. Do danas je Skoko ostao jedini dobitnik Torcidine nagrade rođen izvan granica Hrvatske. 

U Genku je nastavljen njegov uspon, te je tako 2002. kao kapetan Genka osvojio naslov prvaka države, a kasnije nastupio i u Ligi prvaka gdje pamti dvoboje s madridskim Realom i Romom. Nakon Belgije redovito nastupa za turski Gençlerbirliği s kojim 2004. dolazi do najboljih 16 momčadi Kupa UEFA gdje je nakon produžetaka bolja bila Valencia. Na početku sezone 2005./06. Skoko kao slobodan igrač prelazi u engleski Wigan. U prvih se šest mjeseci nije uspio izboriti za mjesto među prvih 11, te 7. siječnja odlazi na posudbu u niželigaša Stoke. 
Sezone 2006./07. nakon odlazaka dvojice bitnih igrača iz kluba, uspio je Skoko doći do sigurnog mjesta među prvih 11. Na kraju sezone dugo je pregovarao oko novog ugovora, te usprkos upornosti Hajduka da ga vrati, ipak na kraju potpisao na još 1 godinu. Odrađuje još tih godinu dana nakon kojih zbog isteka radne dozvole napušta Englesku, te se nakon višetjednih pregovora vraća u Split potpisavši skupi dvogodišnji ugovor s Hajdukom. U drugoj se splitskoj avanturi pokazuje kao veliko pojačanje, čineći s Andrićem najbolji par obrambenih veznih u ligi i najjaču kariku momčadi. 

### Reprezentacija
Još tijekom igranja u Hrvatskoj dobio je poziv za reprezentaciju, i to 1997. za dvoboj s Makedonijom. 2000. nastupio je sa Socceroose na Olimpijskim igrama u Sydneyu. Od tad igra manje-više redovito sve do 2007. nastupivši pritom na Svjetskom prvenstvu 2006. godine.